# I masnadieri

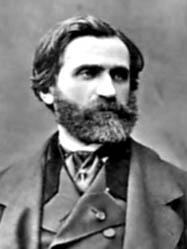
Giuseppe Verdi

I masnadieri (Rövarbandet) är en opera (melodramma tragico) i fyra akter med musik av Giuseppe Verdi och libretto av Andrea Maffei efter Friedrich Schillers skådespel Rövarbandet (1781).

## Historia
Ännu medan Verdi arbetade på Macbeth hade han skrivit ett prosalibretto på Schillers Rövarbandet som hans gode vän poeten Maffei skulle överföra till vers. Operan skrevs för Her Majesty's Theatre i London där Verdi utarbetade en stor del av den i samarbete med Maffei, som han delade bostad med för att inte spilla tid. En av sångarna på Her Majesty's Theatre var Jenny Lind, som Verdi satte mycket högt och tilldelade rollen som Amelia. Premiären 22 juli 1847 med Verdi som dirigent blev säsongens stora begivenhet med drottning Victoria, prins Albert och hertigen av Wellington i spetsen för Londons societet. Operan föranledde impressarion Benjamin Lumley att erbjuda Verdi chefskapet för Her Majesty's Theatre och möjlighet att skriva en opera om året i tio år, men trots löftet om hög lön avböjde Verdi.
Själva operan möttes dock av sval kritik. Den ungdomliga glöden och kraftiga samhällskritiken i Schillers skådespel saknades i den italienska operaversionen och Verdi anklagades för att i alltför hög grad ha inriktat sig på den stora tenorrollen och därför underlåtit att ta tillvara den enastående möjligheten av att ha Jenny Lind i den kvinnliga huvudrollen. 

## Personer
- Massimiliano/Maximilian, greve av Moor (bas)
- Carlo/Karl, Massimilianos son (tenor)
- Franceso/Franz, Massimilianso son (bas)
- Amalia, föräldralös, grevens brorsdotter (sopran)
- Arminio/Hermann, grevefamiljens kammarherre (tenor)
- Pastor Moser (bas)
- Rolla, Carlos följeslagare (tenor)
- Rövare, kvinnor, pojkar, tjänare (kör)

## Handling
Akt I
Greve Massimiliano Moor har två söner, Francesco och Carlo. Den sistnämnda har övergett föräldrahemmet och anslutit sig till ett rövarband. Han har emellertid tröttnat på sin tillvaro och skrivit till sin far och bett om förlåtelse. Då han får ett brev hoppas han att det är från fadern men blir besviken, ty Francesco har snappat upp det och skickar nu bud att Carlo blir inspärrad om han återvänder hem. Carlo beslutar att stanna hos rövarna och blir deras anförare. Francesco har föresatt sig att ärva fädernegodset och har bett tjänaren Arminio att förklädd till soldat meddela greven att Carlo har stupat i en drabbning. Han för in Arminio till den gamle mannen, som längtar efter sin älsklingsson Carlo. Han vårdas av sin systerdotter Amelia som är förlovad med Carlo, och när den förklädde Arminio berättar om Carlos död i Prag och att det var hans sista vilja att Amelia i stället skulle gifta sig med Francesco, faller den gamle till golvet, till synes död. Amelia sörjer över att Carlo aldrig har älskat henne, och Francesco triumferar.
Akt II
Amelia kommer för att bedja vid sin morbrors grav och får där veta att den ångerköpte Arminio att varken Carlo eller greve Massilimiliano är döda. Francesco vill att de skall fira bröllop, men hon rymmer. Carlo har lyckats befria sin vän Rolla ur ett fängelse i Prag och sätta eld på staden, men rövarna blir förföljda och drar ut för att försvara sig.
Akt III
Amelia har flytt ut i skogen för att slippa Francescos närmanden. Här möter hon Carlo, som nu får höra sanningen om Francescos bedrägeri. Greve Massilmiliano har gömt sig i en närbelägen ruin och när Arminio kommer med mat överraskas han av Carlo, som på så sätt återfinner sin far. Denne känner inte igen sin sedan länge försvunne son utan berättar att Francesco försökt begrava honom trots att han inte var död utan bara medvetslös. Carlo skickar genast ut sina rövare att tillfångata Francesco.
Akt IV
Francesco har i en mardröm upplevt domedagen och därför sänt bud efter en präst. Denne säger att de värsta synderna är broder- och fadermord, och Francesco ber om syndaförlåtelse, men prästen vägrar. Då skyndar Francesco ut i skogen och kämpar mot rövarna som anfaller slottet. Carlo befinner sig alltjämt i ruinen tillsammans med fadern. Rövarna återvänder och meddelar att de inte har kunnat finna Francesco, men när de för fram Amelia kan Carlo inte längre dölja vem har är och erkänner samtidigt att han är rövarligans anförare. Amelia vill ändå ha honom till make, men Carlo skäms så mycket över sitt liv att han hugger ned henne med sin dolk för att hon inte skall dela hans olycksöde.